# 韓国陸軍の師団一覧
韓国陸軍の師団一覧は、現在編成されている韓国陸軍の師団の一覧である。
建軍以来、27個常備師団、15個郷土師団、15個動員師団、計57個師団が編成されたが、2000年代以降合併・削減が進んでいる。
なお、旅団については韓国陸軍の旅団一覧を参照。

## 師団
常備師団
- 首都機械化歩兵師団『猛虎部隊』
- 第1歩兵師団『前進部隊』
- 第2迅速対応師団『怒涛部隊』
- 第3歩兵師団『白骨部隊』
- 第5歩兵師団『鍵部隊』
- 第6歩兵師団『青星部隊』
- 第7歩兵師団『七星部隊』
- 第8機動師団『達磨部隊』
- 第9歩兵師団『白馬部隊』
- 第11機動師団『花郎部隊』
- 第12歩兵師団『乙支部隊』
- 第15歩兵師団（朝鮮語版）『勝利部隊』
- 第17歩兵師団（朝鮮語版）『雷部隊』
- 第21歩兵師団（朝鮮語版）『白頭山部隊』
- 第22歩兵師団（朝鮮語版）『栗谷部隊』
- 第25歩兵師団 『飛龍部隊』
- 第28歩兵師団（朝鮮語版）『無敵台風部隊』※2025年廃止予定

郷土師団
- 第31郷土防衛師団（朝鮮語版）『忠荘部隊』
- 第32郷土防衛師団（朝鮮語版）『白竜部隊』
- 第35郷土防衛師団『忠景部隊』
- 第36郷土防衛師団『白虎部隊』
- 第37郷土防衛師団『忠勇部隊』
- 第39郷土防衛師団『忠武師団・波濤部隊』
- 第50郷土防衛師団『鋼鉄部隊』
- 第51郷土防衛師団（朝鮮語版）『全勝部隊』
- 第52郷土防衛師団『矢部隊』
- 第53郷土防衛師団『忠烈師団・尽忠部隊』
- 第55郷土防衛師団『烽火部隊』
- 第56郷土防衛師団『北漢山部隊』

動員師団
- 第60動員歩兵師団『飛虎部隊』
- 第62動員歩兵師団『忠竜部隊』
- 第66動員歩兵師団『松明部隊』
- 第72動員歩兵師団『オリンピック部隊』
- 第73動員歩兵師団『忠一部隊』
- 第75動員歩兵師団『鉄馬部隊』

## 廃止された師団
- 第2歩兵師団 ：2019年12月6日に解散、第2迅速対応師団に再編
- 第20機械化歩兵師団『決戦部隊』：2019年11月29日に解散、第11機械化歩兵師団に統合
- 第23歩兵師団『鉄壁部隊』：2021年11月1日に解散、第23警備旅団に改組
- 第26機械化歩兵師団（朝鮮語版）『不無理部隊』：2018年11月30日に解散、第8機械化歩兵師団に統合
- 第27歩兵師団『勝とう部隊』：2022年11月30日解散
- 第29歩兵師団：1959年1月1日解散、第20師団に改称
- 第30機械化歩兵師団『必勝部隊』：2020年11月30日の解散後、第30機甲旅団として改組
- 第33歩兵師団『ライトニング部隊』：1982年8月5日解散後、第17師団に改編
- 第38歩兵師団『阿岳山』：1982年8月15日に解散、1987年に歩兵第76師団に改組
- 第57郷土防衛師団『竜馬部隊』：2011年11月30日に解散し、第56歩兵師団に統合

動員師団
- 第61動員歩兵師団『常勝部隊』：2017年11月30日解散
- 第62動員歩兵師団『忠竜部隊』：2008年12月1日に解散し、歩兵第32師団に統合
- 第65動員歩兵師団『上潮部隊』：2017年11月30日解散
- 第67動員歩兵師団『熊津部隊』：2005年12月1日に解散し、歩兵第37師団に統合
- 第68動員歩兵師団『鉄壁部隊』：1998年11月30日の解散後、第23師団に改編
- 第69動員歩兵師団『台風部隊』：2000年4月30日に解散し、第39歩兵師団に統合
- 第70動員歩兵師団『忠孝部隊』：2008年12月1日に解散し、歩兵第50師団に統合
- 第71動員歩兵師団『先勝部隊』：2016年11月30日解散
- 第76動員歩兵師団『進撃部隊』：2011年11月30日解散